# Nulladik év
Évszázadok: i. e. 2. század – i. e. 1. század – 1. század
Évtizedek: i. e. 50-es évek – i. e. 40-es évek – i. e. 30-as évek – i. e. 20-as évek – i. e. 10-es évek – i. e. 1-es évek – 1-es évek – 10-es évek – 20-as évek – 30-as évek – 40-es évek
Évek: i. e. 5 – i. e. 4 – i. e. 3 – i. e. 2 –  i. e. 1 – Nulladik év – 1 – 2 – 3 – 4 – 5
A nulladik év egyes időszámítások kiindulási pontja. A Jézus becsült születési évét alapul vevő elterjedt Julián- és Gergely-naptárban nincs nulladik év, a kezdetük az első év, amely Jézus születésének utólag számított éve. Az első évet megelőző év az i. e. 1. év. A csillagászati időszámításban az i. e. 1 évet nevezik nulladik évnek, a korábbi időpontokat negatív évszámokkal adják meg. Ezért a csillagászati negatív dátumokból le kell vonni egy évet, hogy a történelmi dátumot megkapjuk (-3 = i. e. 4). A buddhista és a hindu időszámításokban szintén van nulladik év.

## Nulladik év nélküli időszámítás
A nulladik év nélküli időszámítások – így a Gergely-naptár is – bizonyos kényelmetlenségekkel járnak. A nulladik év hiánya miatt az időegységek nem kerek évszámokban kezdődnek, hanem azokkal végződnek, az évtizedek, évszázadok és évezredek is eggyel kezdődnek. Például a harmadik évezred kezdete nem 2000., hanem 2001. január 1-re esett. Ehhez hasonlóan a 20. század is 1901-ben kezdődött. Az évek sorszáma megegyezik azok számozásával. A 10. év az időszámítás tizedik éve, és egyben az első évtized utolsó éve. A 11. év a második évtized első éve, és így tovább. Ennek ellenére sokan még mindig a kerek évszámot tekintik a kezdetnek.
Az időszámítás kezdete előtti dátumok óta eltelt évek kiszámítása sem egyszerűen az aktuális dátum és az i. e. dátum összeadásával történik, hanem ebből az összegből le kell vonni egyet, mivel matematikailag kimarad egy év a számlálásból.

## A történetírásban
Az aera vulgaris nevű időszámítási rendszert, amelyben a keltezést az anno Domini vagy ab incarnatione Domini szavakkal kezdik, 525-ben állította fel Dionysius Exiguus (kb. 470 – kb. 544) a húsvét időpontjának kiszámítására, azonban használata csak évszázadokkal később vált általánossá. Ezzel a diocletianusi era (aera martyrum) használatát akarta felváltani. Előszavában megállapította, hogy az az év Flavius Anicius Probus consulságának éve, amely év az 525. év Jézus Krisztus születése után. Számítását arra alapozta, hogy Lukács evangéliumának harmadik szakasza szerint „Tibériusz császár uralkodásának 15. esztendejében, amikor Poncius Pilátus volt Júdea helytartója, s Galileának Heródes volt a negyedes fejedelme, testvére, Fülöp meg Itureának és Trachonitisz tartományának, Lizániás pedig Abilinának volt a negyedes fejedelme, Annás és Kaifás főpapok idején az Úr szózatot intézett Jánoshoz, Zakariás fiához a pusztában.” Ez az ókorban megszokott datálás azonban Jézus fellépésének idejére vonatkozik, amelynek idején – szintén Lukács szerint – harminc év körüli volt Jézus.
Az új időszámítást Szent Béda (c. 672–735) népszerűsítette könyvében, a Historia ecclesiastica gentis Anglorumban (731). Nem sorszámozta a napokat, a heteket vagy a hónapokat, de a hét napjait számokkal jelölte az egyházi latin alapján. A korábbi keresztény történészek a teremtés napjától, vagy Ádám teremtésének napjától számították az időt (anno mundi vagy anno Adami). Használták még ezen kívül az Ábrahám születésére is (anno Abrahami), amit a Septuaginta alapján a teremtést követő 3412. évre tettek. Mindegyik ilyen naptár kezdőéve az 1. sorszámot viselte. Béda ezt a hagyományt folytatta tovább.
Az I. könyv II. fejezetében Iulius Caesar Róma alapítása után 693-ban lépett Britannia földjére. Ez „Urunk születése előtt” 60 évvel történt. Claudius Róma alapítása után 798-ban tört be Britanniába, amit Jézus születése után 46-nak adott meg. Bár mindkét dátum hibás, kiszámítható, hogy Béda nem használta a nulladik évet: 798 − 693 + 1 = 106, és 60 + 46 = 106.
Elterjedt tévhit, hogy Béda azért nem használta a nullát, mert nem ismerte. Bár az arab számokat a 11. századig nem ismerték Európában, és a római számok között nem volt jele a nullának, Béda használta a nulla szót, ami latinul semmit jelent.
A Jézus születésén alapuló időszámítás csak a 9. században terjedt el, és az évkezdés egészen 1752-ig nem volt egységes. Werner Rolevinck használta először következetesen a világ teremtésén alapuló időszámítás mellett a Fasciculus Temporumban (1474). A latin szövegekben az időszámítást anno Domini, Dionysian era, Christian era, vulgar era, és common era néven emlegették a reneszánsztól a 19. századig terjedő időben.
A történészek sosem vezették be a nulladik évet. Ez azt jelenti, hogy i. e. 500 és i. sz. 500 között 999 év telt el: 500 év időszámításunk előtt, és 499 időszámításunk kezdete után. Az i. sz. 1 év megelőzője az i. e. 1 év, nulladik év közbeiktatása nélkül. Így a 2011 év jelentése a 2011. év. Erre az sincs hatással, hogy a Gergely-naptárt vagy a Julián naptárt használjuk. Ha valaki használni akarja a nulladik évet, akkor azt külön ki kell jelentenie, különben a történelmi évszámokat félreértik. A történészek nem használnak nulladik évet.

## A csillagászatban
A csillagászok a 17. század óta használják a nulladik évet, ami szökőév, és egybeesik i. e. 1-gyel. Ma a csillagászok már nem számolnak időtartamokat években, mert az évek hossza változó, és ez pontatlanságokhoz vezet.
A csillagászatban az i. sz. évek számozása megmarad, az i. e. évek évszámát azonban csökkentik eggyel. A félreértések elkerülése végett pozitív és negatív előjeleket használnak. Ezt a módszert Jacques Cassini vezette be.
A nulladik évet először a német Johannes Kepler használta 1627-ben, és Christi néven az Ante Christum (i. e.) és a Post Christum (i. sz.) közé helyezte. 1702-ben a francia Philippe de la Hire az ante Christum évek végére és a post Christum évek elé helyezte, és nulladik évnek nevezte Kepler Christijét.
Cassini Krisztus születését a nulladik évre tette, és az éveket karácsonykor, Krisztus születésének ünnepétől kezdte, és mivel nulla osztható néggyel, ezért szökőévnek vette. A mai csillagászok az i. e. 2, i. e. 1 és az i. sz. 1 évek kezdetét −1.0, 0.0, +1.0-val jelölik. Cassini nem használta az előjeleket, hanem az avant Jesus-Christ és az après Jesus-Christ kifejezéseket. Megjegyezte, hogy nála az időszámítás kezdete körüli időtartamok egyszerű összeadással kaphatók. A mai csillagászok előjeleket használnak, így összeadás helyett kivonással lennének kaphatók ezek az időtartamok, ha használnák időtartamok számítására az éveket.
A csillagászok a 19. században kezdtek áttérni az előjeles jelölésre, és a 20. század közepére minden csillagász az előjeles jelölést használta. Ez már egy új időszámítás, ami kiküszöböli a félreértéseket.
John Herschel angol csillagász 1849-től használta az előjeles és törtszámos jelölést, de időszámítását -4712 január elsejének éjfelén kezdte, és a Julián-naptár szerint számolt tovább. A Julián-naptárban két dátum távolsága függhet attól, hogy az az év szökőév-e; ezt a törtszámos jelölés kiküszöböli, és lehetővé teszi az időpontok tetszőleges pontosságú megadását. Jean Meeus megjegyezte, hogy az előjeles időszámításban a szökőévek éppen a néggyel osztható számú évek, míg a történészek által használt időszámításban ez a szabály elromlik az i. e. években.
Nemcsak az éveket adják meg előjeles számokkal, hanem az időpontokat pontosabban is meghatározzák. Ehhez annyi tizedesjegyet használnak, amennyit a pontosság megkövetel. Például J2000.0 jelentése 2000. január 1. éjfél, és J1992.5 pontosan a 7,5 évvel azelőtti időpont, tehát 1992. július 2.125, tehát július 2. hajnali 3 óra. Hasonlóan, J1996.25 3,75 Julián-évvel előzi meg J2000.0-t; ez 1996. július 2.8125, vagyis 1996. július 2. 19 óra 30 perc. Ebben a jelölésben J0000.0 megegyezik i. e. 2. december 19 éjféllel, és J0001.0 jelentése i. e. 1. december 18. 18 óra. Ezt a jelölést csak 1976-ban vezették be; előtte Bessel-években számoltak, és nem írtak betűt a számok elé.

## ISO 8601
Az ISO 8601:2004 szabvány, és elődje, az ISO 8601:2000 a csillagászokhoz hasonló előjeles formátumot használ, és gregorián évekkel számol még az 1582 előtti időben is. A nulladik évet 0000 jelöli, ami megegyezik az i. e. 1 évvel. Lehet pozitív, vagy negatív előjele, és lehet öt, vagy hat nullával is jelölni. Az ez előtti évek számai eggyel csökkentett abszolút értékű négy-, öt- vagy hatjegyű évszámok.
Azonban a gregorián naptárat még bevezetői sem tekintették tökéletesen pontosnak. A csillagászoknak a gregorián naptár alkalmatlan, mivel ott még az évszázadok hossza is változó. A történészek megszokták, hogy nem használnak nulladik évet, és az időszámítás előtti évek átalakítása zavart okozna a történelmi események datálásában. A számítástechnikában az időpontokat egy újabb időpontra, 1970. január elsejének éjfelére számítják át, így ott sincs szükség egy nulladik évre.

## Más hagyományok

### Dél-Ázsia
A hindu és a buddhista időszámítások mind a nulladik évvel kezdődnek. Ezek a naptárak az eltelt éveket számolják az aktuális év sorszámozásával szemben, az élő emberek életkorának számításához hasonlóan. Mivel az időszámítás kezdetén még nem telt el egy év, ezért nem használható az első év megjelölés.

### Maják
Sok történész, bár nem mindegyik, úgy gondolja, hogy a maja időszámítás hosszú ciklusa használta a nulladik évet, és az egyes számot az i. e. 3113. év viseli, és i. e. 3114. volt a nulladik év. Ez a korai csillagászati időszámításban a Krisztus előtt 1, 0, Krisztus után 1 évszámozásnak felel meg.

### Forradalmi időszámítások
A Vörös Khmerek az 1975-ös hatalomátvételüket követően új időszámítást vezettek be a nulladik évvel kezdődően. A francia forradalomban a királyság eltörlését követően új időszámítást vezettek be az első évvel kezdve. A nulladik év használata a forradalmi időszámításban azt jelzi, hogy az egész addigi történelmet, az emberek múltját eltörlik, a társadalom hagyományait megszüntetik, és a nulláról kezdve új társadalmat építenek fel. Ami azelőtt volt, azt el kell felejteni.

## Fordítás
- Ez a szócikk részben vagy egészben  a(z)   0_(year) című angol Wikipédia-szócikk fordításán alapul.  Az eredeti cikk szerkesztőit annak laptörténete sorolja fel. Ez a jelzés csupán a megfogalmazás eredetét és a szerzői jogokat jelzi, nem szolgál a cikkben szereplő információk forrásmegjelöléseként.